# 平義隆
平 義隆（たいら よしたか、1974年3月14日 - ）は、日本のミュージシャン・作詞家・作曲家。福岡県福岡市出身。The LOVEのボーカリスト・ギタリスト。
2009年、The LOVEとしての活動を休止（2011年に再開）し、ソロ活動を開始。
2017年、立川翼とユニット、タイラツバサとして活動。

## ディスコグラフィ

### シングル
|     | 発売日        | タイトル                 | 規格品番    | 収録曲                                                                                 | 備考                                                       |
| --- | ------------- | ------------------------ | ----------- | -------------------------------------------------------------------------------------- | ---------------------------------------------------------- |
| 1st | 2009年5月1日  | 蛍川/変わりたくて        | TARAX-001   | 1. 蛍川 2. 変わりたくて 3. 夢                                                          | 「夢」の後にジョニー タイラー                              |
| 2nd | 2009年12月4日 | 恋文                     | TARAX-003   | 1. 変わりたくて 2. 新品のランニングシューズ 3. あの虹の彼方へ 4. 恋文（Piano Solo）    | 劇団ショーマンシップ創立15周年記念公演「竜馬と龍馬」主題歌 |
| 3rd | 2011年2月4日  | ごはんの唄               | TARAX-004   | 1. ごはんの唄 2. 物語 3. AH AH AH！～絡まる糸～ 4. 約束の詩 5. シンガーソング タイラー |                                                            |
| 4th | 2011年7月1日  | 瞬き～theme of gift～    |             | 1. 瞬き～theme of gift～                                                               |                                                            |
| 5th | 2012年10月1日 | 幸せのカタチ             | TARAX-HAPPY | 1. 幸せのカタチ 2. オーロラを探して… 3. ４番じゃなくても！                             |                                                            |
| 6th |               | 働くひとたち             | FLAT-001    | 1. 働くひとたち 2. 坂の途中                                                            |                                                            |
| 7th |               | ブーゲンビリアが咲く頃に | FLAT-002    | 1. ブーゲンビリアが咲く頃に 2. イーサー節                                              |                                                            |

### アルバム
- ありふれた日常の風景（2009年6月5日）
- 君に愛太陽（2011年3月4日）
- 饒舌な情熱の愛の歌（2014年2月5日）

### ベストアルバム
- ten to ten（2018年8月3日）

### ミニアルバム
- 青〜Demo tracks〜（2010年4月29日）
- 赤〜Demo tracks〜（2010年5月29日）

### DVD
- これからの僕とこれからの君と（2009年）

## 楽曲提供
- AISHA
  - この声枯らして feat. CHEHON（作詞・作曲、2012年）
- 嵐
  - 明日の記憶（作詞・作曲、2009年）
- アルスマグナ
  - 全開で行こう（作詞・作曲、2017年）
- AiR@S.H.I.P
  - 情熱の彼方（作詞・作曲、2006年）
- NMB48
  - 存在してないもの（作曲、2012年）
- elly
  - I wish...（作曲、2006年）
- 植田圭輔
  - 今、この時（作曲、2021年）
- 岡平健治（すべて共作詞）
  - 雪桜
  - 和願愛語
  - 旅立ちの朝
  - にぎやか劇場
  - カブトガニを見に行こう（以上 2011年）
  - 犀川
  - GOOD DAY
  - 踊らにゃ損々
  - 桜ん坊の季節
  - 茶畑の小さいプロペラ
  - 相愛回想
  - 愛を知るための愛（以上 2012年）
- 奥田美和子
  - 雨と夢のあとに（作曲、2005年）
- KANIKAPILA
  - How to MIRAI 未来の教科書（作曲、2016年）
- 上村昌也
  - クラスメイト（作詞・作曲、2012年）
  - 初恋（共作詞、2012年）
- カラーボトル
  - 春（作詞・作曲、2010年）
- 川上大輔
  - 愛をひと雫（作詞・作曲、2014年）
  - 雪に包まれて（作詞・作曲、2015年）
- 関ジャニ∞
  - 純情恋花火（作詞・作曲、2014年）
  - 次の春です。（共作詞、2014年）
- CHEMISTRY
  - 雨上がりの虹のように（作詞・作曲、2007年）
- King & Prince
  - Can't Stop Now（共作詞・共作曲、2019年）
  - 「Bounce」（共作詞・共作曲、2020年）
- ケラケラ（すべて共作詞）
  - キズナジャンプ
  - 夢コンシェルジュ
  - ハジマリ！
  - STATION（以上 2014年）
  - 幸せ 〜君が生まれて〜（共作詞・共作曲、2015年）
- CODE-V
  - 君がくれたもの（作詞・作曲、2012年）
  - 世界中が敵になってもきっと君を守りぬくから（作詞、2012年）
  - 何度サヨナラを繰り返したら僕らは強くなれるの?（作詞、2013年）
  - 14ヵ月（作詞、2013年）
  - 約束（共作詞、2013年）
  - 衝動（共作詞、2015年）
- サーターアンダギー
  - 大切な人（作曲、2010年）
  - 卒業
  - 会いに行くからね
  - 青春バタアシ
  - 再会
  - 君が辻
  - 夢の扉
  - 君が好き（以上 作曲、2011年）
  - めくるめく（作詞・作曲、2012年）
- 西城秀樹
  - 最後の愛（作曲、1999年）
- 崎本大海
  - 変わりゆく世界の中で（作詞・作曲、2011年）
  - 鳴らない電話（作詞・作曲、2012年）
- Secret
  - I Do I Do (Japanese ver.)（日本語詞、2014年）
  - YooHoo (Japanese ver.)（日本語詞、2014年）
- JaaBourBonz
  - BLUE（共作詞・作曲、2014年）
- SHOGO
  - 青春と呼んだあの日々に（作曲、2014年）
  - もう君の為に泣くのはやめよう（作曲、2014年）
  - いつかの交差点（共作曲、2014年）
  - 大きな大きな木の下で（作曲・共編曲、2014年）
- 須澤紀信
  - 夢の続き（共作曲、2017年）
  - なんでまだ好きなんでしょうか（共作詞・共作曲、2018年）
  - omake（共作詞・共作曲、2018年）
- Song Ji Eun
  - Don't look at me like that.(JPN ver.)（日本語詞、2014年）
- 千梅ちゃん
  - 梅ゆらり（作詞・作曲、2011年）
  - ちっちっちー（作詞・作曲）
- 千綿偉功
  - 恋人でいさせて（作詞・作曲、2007年）
- ツバサ
  - 一人静（作曲、2011年）
- 刀剣男士 formation of パライソsong by 浦島虎徹・日向正宗
  - Be Cool!!（作詞・作曲、2022年）
- TOKIO
  - 見上げた流星（作詞・作曲、2011年）
- Doll☆Elements
  - I have a dream（作詞・作曲、2016年）
- Not yet
  - guilty love（作曲、2012年）
- Pabo
  - 恋をしました（作曲、2011年）
- はやぶさ
  - 酔わせて朝まで（作曲、2019年）
  - 博多祭りうた（作曲、2019年）
- HUNGRY DAYS（すべて共作詞）
  - 卒業のうた（2005年）
  - らしくあれ!（2005年）
  - オレンジ・スペクトラム（2005年）
  - 幸せを願う歌（2006年）
  - 世界が晴れた日には（2006年）
- 氷川きよし
  - クリスマスがめぐるたび（作詞・作曲、2016年）
  - ふるさと（作詞・作曲、2017年）
  - 栄光のゴール（作曲、2018年）
  - 銀座ロマンス（作曲、2018年）
  - 9月に逢いたい（作曲、2021年）
- ピース
  - 銀河の流星 〜あの夏の記憶〜（作詞、2007年）
  - シネマドリーム（作詞、2007年）
  - 鳴りやまぬあのメロディー（作詞、2007年）
  - サクラ舞い（作詞、2008年）
  - 僕はこうして生まれて来たんだから（作詞・作曲、2008年）
- ビーチボーイズ
  - ビーチボーイズ（作曲、2011年）
- BTOB
  - サヨナラを繰り返して (作詞・作曲、2015年)
- BIGFLO
  - It's You, Again (JPN ver.)（日本語詞、2015年）
- 100%
  - snow（作詞・作曲、2017年）
- human note
  - よろこびのうた（作詞・作曲、2012年）
  - フミダシテ（作詞・作曲、2012年）
  - Singer Song（作詞・作曲、2014年）
  - スニーカー（作詞・作曲、2014年）
  - うたのたね（共作詞・共作曲、2017年）
- 平原綾香
  - 恋をすれば（作詞・作曲、2015年）
- ファンキー加藤
  - 僕らの詩（共作曲・編曲、2014年）
- FUNKY MONKEY BABYS
  - 涙（作詞・作曲、2010年）
- 福島和可菜
  - 大切な気持ち（作詞・作曲、2010年）
- THE HOOPERS
  - 雨を追いかけて（作詞・作曲、2015年）
- fumika
  - アマリリス（作詞・作曲、2019年）
  - フレー!フレー!キミ（作詞・作曲、2019年）
  - あかね空（作詞・作曲、2021年）
- フレンズ
  - 星の雫（作曲、2011年）
- ヘキサゴンオールスターズ
  - あすなろ〜翌檜〜（作曲、2011年）
- 松井恵理子
  - Tsubaki（作詞・作曲、2017年）
  - Don't let me down（作詞・作曲、2017年）
- 松本英子
  - 迷子のクラゲ（作詞・作曲、2019年）
  - サボテン（作詞・作曲、2020年）
- mari ♥ miso　
  - 未来の僕へ（作曲、2011年）
- 宮本笑里
  - Voyager of grace（作曲、2012年）
- ユンナ
  - 朝が明けるまで(Japanese ver.)（日本語詞、2015年）
- LOVE
  - 光（共作詞・作曲、2015年）
  - 春の歌（共作詞・作曲、2015年）
  - Daddy（共作詞・作曲、2015年）
- RYOEI
  - シマアザミ（作曲、2011年）
- Ledapple
  - ギミ・君・LOVE（作詞、2013年）
  - Fly high（作曲、2013年）
  - いま、僕の名前を呼んで（作詞・作曲、2013年）
  - Who are you ～愛のフラワー～（日本語詩、2014年）
- Wakana
  - アキノサクラ（共作詞、2019年）